# Октябрьский (Баганский район)
Октябрьский — упразднённый хутор в Баганском районе Новосибирской области. На момент упразднения входил в состав Вознесенского сельсовет (ныне Лозовской сельсовет). Исключен из учётных данных в 1971 г.

## География
Располагался к северу от казармы 157 км на линии Карасук — Татарск Западно-Сибирской железной дороги. Ближайшие населённые пункты: на юго-востоке — Бочаниха.

## История
Упразднён решением Новосибирского облисполкома от 27.09.1971 г. № 650 как фактически не существующий.